# Seidžin no hi
Seidžin no hi (japonsky: 成人の日; Den dospělosti) je japonský státní svátek věnovaný mladým Japoncům, kteří dosáhli plnoletosti. Slavil se 15. ledna, dnes je ale datum variabilní a slaví se druhé pondělí v lednu. Je věnován všem, kterým bylo v uplynulém roce dvacet. Patří mezi státní svátky.
Ačkoliv se oficiálně stávají Japonci dospělými v den svých dvacátých narozenin, na Seidžin-no-hi se stávají odpovědnými a plnohodnotnými členy společnosti. (Práva, jako například volební, získávají v den narozenin, nikoliv 15. ledna.)
Tento den se konají nejrůznější oslavy, při kterých se výjimečně mladí Japonci radují spíše se svými přáteli než se svou rodinou. Nemá žádné ustálené zvyky, stejné pro celé Japonsko. Ale hlavními prvky je návštěva šintoistické svatyně či buddhistického chrámu (nebo obojího) ve slavnostním šatě (obřadním kimonu s dlouhými rukávy, tak zvaném furisode a s tradičním účesem).
Zatímco obřady a tradice ve vážnější podobě se konají přes den, ve večerních hodinách se konají velké párty. Jsou většinou proslaveny svou bouřlivostí, množstvím alkoholu a proslovy, které oslavovaní vedou před (jistě pilně naslouchajícím) obecenstvem.

## Genpuku
Genpuku (元服) je japonský obřad, jehož počátky se datují až do klasického japonského období Nara (710-794 n. l.).Tento obřad symbolizuje přechod z dětství do dospělosti a převzetí dospělých povinností. Věk účasti se v průběhu staletí měnil a závisel na různých faktorech, jako je pohlaví dospívajícího, politické klima nebo společenské postavení. Většinu účastníků tvořily aristokratické děti ve věku od 10 do 20 let a většina popisů obřadu genpuku se zaměřuje spíše na mužský než ženský obřad, a to z důvodu vyloučení žen z politicky významných dvorských pozic a postavení válečníka. Tuto proměnu obvykle zdůrazňovaly významné změny v oděvu a účesu (u mužů i žen). Etymologie slova odráží hlavní body obřadní podoby genpuku; v tomto případě gen (元) znamená "hlava" a fuku (服) "nosit". Obřad je známý také jako kakan (加冠), uikōburi (初冠), kanrei (冠礼), shufuku (首服) a hatsu-motoyui (初元結).